# Конота мала
Коно́та мала (Cacicus latirostris) — вид горобцеподібних птахів родини трупіалових (Icteridae). Мешкає на заході Амазонії. Раніше цей вид відносили до монотипового роду Мала конота (Ocyalus), однак за результатами молекулярно-філогенетичного дослідження 2014 року він був переведений до роду Касик (Cacicus).

## Опис
Довжина самців становить 35 см, самиць 25 см. Забарвлення переважно чорнувате, потилиця каштанова, хвіст жовтий з широким чорним кінчиком і вузькими чорними краями, так, що коли хвіст згорнутий, він здається чорним. Райдужки блакитні, дзьоб великий, жовтий, на лобі роговий щиток.

## Поширення й екологія
Малі коноти мешкають на сході Еквадору, на північному сході Перу, на крайньому півдні Колумбії (південь Амасонасу) та на заході Бразилії. Вони живуть у заболочених і варзейських лісах (тропічних лісах у заплавах Амазонки та її приток) та на річкових островах, на висоті до 300 м над рівнем моря.